# Lispe capensis
Lispe capensis este o specie de muște din genul Lispe, familia Muscidae, descrisă de Zielke în anul 1971. Conform Catalogue of Life specia Lispe capensis nu are subspecii cunoscute.